# Spiculosiphon oceana
Spiculosiphon oceana — вид форамініфер, є одним із найбільших одноклітинних організмів.

## Поширення
Він був виявлений у 2013 році в підводних печерах підводної гори Секо-де-Палос за 30 миль від узбережжя Іспанії.

## Опис
Його розміри (4-5 см) і поведінка настільки нехарактерні для одноклітинних, що спочатку дослідники віднесли це незвичайну істоту до морських губок. Хоча причиною помилкової класифікації стало не тільки це. Річ у тому, що цей протист збирає на дні шматки тих самих морських губок і будує з них якусь подобу губкоподібної оболонки. У цій оболонці він ховається, залишаючи зовні тільки псевдоніжки, які фільтрують воду і відловлюють зоопланктон. Словом протисти повністю імітує поведінку губок.